# Malte Grashoff
Malte Grashoff (* 3. Februar 1992 in Bremen) ist ein deutscher Fußballspieler.

## Karriere
Malte Grashoff lernte das Fußballspielen in den südlich von Bremen gelegenen Ortschaften Schwarme bzw. Riede-Felde. Mit zehn Jahren ging er zum SV Werder Bremen, wo er vier Jahre lang blieb. Es folgte ein erneuter Wechsel zu einem kleineren niedersächsischen Verein, dem SC Weyhe. Besonders erfolgreich war sein drittes Jahr dort, als er als Mannschaftskapitän mit der B-Jugend des Vereins den Aufstieg in die Juniorenbundesliga schaffte. Danach entschloss sich der defensive Mittelfeldspieler zur Rückkehr zu Werder Bremen. Dort dauerte es einige Zeit, bis er sich in der A-Jugend-Mannschaft etablieren konnte, war in seinem zweiten U-19-Jahr aber Stammspieler.
Mit einem Großteil der Mannschaft, die 2011 Vizemeister in der A-Juniorenbundesliga Nord/Nordost wurde, wechselte er anschließend in die U-23 von Werder. In der Saison 2011/12 brauchte er einige Zeit, bis er in der 3. Liga Fuß gefasst hatte. Am 9. Spieltag jedoch gab er schließlich sein Debüt – beim nächsten Auswärtsspiel stand er bereits in der Anfangsformation.
Zur Saison 2013/14 wechselte Grashoff zu Preußen Münster. Er unterschrieb einen Vertrag bis zum 30. Juni 2015. Dieser Vertrag wurde vorzeitig im Juni 2014 aufgelöst. Grashoff wechselte daraufhin zum VfB Oldenburg in die Regionalliga Nord. In der Winterpause wechselte er erneut, und zwar zum Ligarivalen BSV Rehden, für den er bis Rückrundenende spielte. Im Sommer 2015 schloss er sich dem KSV Baunatal aus der Hessenliga an. Vier Jahre später wechselte Grashoff sich dem Westfalenligisten Delbrücker SC an.

## Erfolge
- Meister der B-Jugend-Regionalliga Nord 2009 mit dem SC Weyhe